# Alemanha nos Jogos Olímpicos de Inverno de 2006
A Alemanha mandou 162 competidores para os Jogos Olímpicos de Inverno de 2006, em Turim, na Itália. A delegação conquistou onze medalhas de ouro, doze medalhas de prata e seis medalhas de bronze, conquistando 29 medalhas no total, terminando pela terceira vez seguida na liderança do quadro de medalhas.

### 

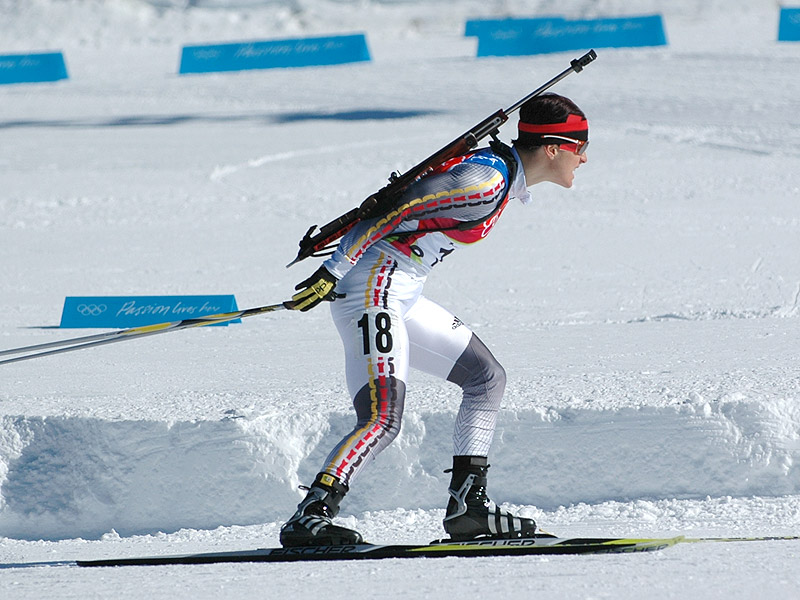
Uschi Disl, medalha de bronze na prova de Largada coletiva feminina.

## Medalhas
| Atleta                                                                               | Esporte                 | Evento                           | Medalha |
| ------------------------------------------------------------------------------------ | ----------------------- | -------------------------------- | ------- |
| Kati Wilhelm                                                                         | Biatlo                  | Perseguição feminino             | Ouro    |
| Michael Greis                                                                        | Biatlo                  | Individual masculino             | Ouro    |
| Ricco Groß Michael Rösch Sven Fischer Michael Greis                                  | Biatlo                  | Revezamento masculino            | Ouro    |
| Michael Greis                                                                        | Biatlo                  | Largada coletiva masculina       | Ouro    |
| Sven Fischer                                                                         | Biatlo                  | Velocidade masculino             | Ouro    |
| André Lange Kevin Kuske                                                              | Bobsleigh               | Duplas masculinas                | Ouro    |
| Sandra Kiriasis Anja Schneiderheinze                                                 | Bobsleigh               | Duplas femininas                 | Ouro    |
| André Lange Rene Hoppe Kevin Kuske Martin Putze                                      | Bobsleigh               | Equipes masculinas               | Ouro    |
| Georg Hettich                                                                        | Combinado nórdico       | Individual                       | Ouro    |
| Sylke Otto                                                                           | Luge                    | Individual feminino              | Ouro    |
| Daniela Anschütz-Thoms Lucille Opitz Claudia Pechstein Sabine Völker Anni Friesinger | Patinação de velocidade | Perseguição por equipes feminino | Ouro    |
| Martina Glagow                                                                       | Biatlo                  | Perseguição feminino             | Prata   |
| Martina Glagow                                                                       | Biatlo                  | Individual feminino              | Prata   |
| Kati Wilhelm                                                                         | Biatlo                  | Largada coletiva feminina        | Prata   |
| Martina Glagow Andrea Henkel Katrin Apel Kati Wilhelm                                | Biatlo                  | Revezamento feminino             | Prata   |
| Björn Kircheisen Georg Hettich Ronny Ackermann Jens Gaiser                           | Combinado nórdico       | Equipes                          | Prata   |
| Stefanie Böhler Viola Bauer Evi Sachenbacher-Stehle Claudia Künzel                   | Esqui cross-country     | Revezamento feminino             | Prata   |
| Andreas Schlütter Jens Filbrich René Sommerfeldt Tobias Angerer                      | Esqui cross-country     | Revezamento masculino            | Prata   |
| Claudia Künzel                                                                       | Esqui cross-country     | Velocidade individual feminino   | Prata   |
| Silke Kraushaar                                                                      | Luge                    | Individual feminino              | Prata   |
| Andre Florschütz Torsten Wustlich                                                    | Luge                    | Duplas                           | Prata   |
| Claudia Pechstein                                                                    | Patinação de velocidade | 5000 m feminino                  | Prata   |
| Amelie Kober                                                                         | Snowboard               | Slalom gigante paralelo feminino | Prata   |
| Sven Fischer                                                                         | Biatlo                  | Perseguição masculino            | Bronze  |
| Uschi Disl                                                                           | Biatlo                  | Largada coletiva feminina        | Bronze  |
| Georg Hettich                                                                        | Combinado nórdico       | Velocidade                       | Bronze  |
| Tobias Angerer                                                                       | Esqui cross-country     | Clássico masculino               | Bronze  |
| Tatjana Hüfner                                                                       | Luge                    | Individual feminino              | Bronze  |
| Anni Friesinger                                                                      | Patinação de velocidade | 1000 m feminino                  | Bronze  |

## Desempenho

### Biatlo
| Atleta                                                | Evento                     | Final     | Final | Final             |
| Atleta                                                | Evento                     | Tempo     | Pen.  | Pos.              |
| ----------------------------------------------------- | -------------------------- | --------- | ----- | ----------------- |
| Katrin Apel                                           | Velocidade feminino        | 24:04.9   | 2     | 22                |
| Katrin Apel                                           | Perseguição feminino       | 39:38.95  | 3     | 11                |
| Uschi Disl                                            | Velocidade feminino        | 24:29.1   | 3     | 34                |
| Uschi Disl                                            | Perseguição feminino       | 39:30.83  | 7     | 10                |
| Uschi Disl                                            | Largada coletiva feminina  | 41:18.4   | 3     | Medalha de bronze |
| Uschi Disl                                            | Individual feminino        | 52:49.7   | 5     | 12                |
| Sven Fischer                                          | Velocidade masculino       | 26:11.6   | 0     | Medalha de ouro   |
| Sven Fischer                                          | Perseguição masculino      | 35:35.80  | 4     | Medalha de bronze |
| Sven Fischer                                          | Largada coletiva masculina | 48:53.7   | 2     | 17                |
| Sven Fischer                                          | Individual masculino       | 57:14.3   | 3     | 17                |
| Martina Glagow                                        | Velocidade feminino        | 23:35.9   | 1     | 17                |
| Martina Glagow                                        | Perseguição feminino       | 37:57.29  | 3     | Medalha de prata  |
| Martina Glagow                                        | Largada coletiva feminina  | 41:33.6   | 2     | 4                 |
| Martina Glagow                                        | Individual feminino        | 50:34.9   | 2     | Medalha de prata  |
| Michael Greis                                         | Velocidade masculino       | 28:22.9   | 3     | 34                |
| Michael Greis                                         | Perseguição masculino      | 36:39.98  | 4     | 8                 |
| Michael Greis                                         | Largada coletiva masculina | 47:20.0   | 1     | Medalha de ouro   |
| Michael Greis                                         | Individual masculino       | 54:23.0   | 1     | Medalha de ouro   |
| Ricco Gross                                           | Velocidade masculino       | 27:15.1   | 0     | 6                 |
| Ricco Gross                                           | Perseguição masculino      | 37:23.51  | 2     | 12                |
| Ricco Gross                                           | Individual masculino       | 56"14.3   | 1     | 11                |
| Andrea Henkel                                         | Largada coletiva feminina  | 42:41.5   | 3     | 13                |
| Andrea Henkel                                         | Individual feminino        | 51:46.3   | 2     | 4                 |
| Michael Roesch                                        | Largada coletiva masculina | 48:19.9   | 3     | 10                |
| Michael Roesch                                        | Individual masculino       | 59:56.6   | 6     | 42                |
| Kati Wilhelm                                          | Velocidade feminino        | 22:49.8   | 1     | 7                 |
| Kati Wilhelm                                          | Perseguição feminino       | 36:43.6   | 2     | Medalha de ouro   |
| Kati Wilhelm                                          | Largada coletiva feminina  | 40:55.3   | 1     | Medalha de prata  |
| Kati Wilhelm                                          | Individual feminino        | 52:59.0   | 5     | 16                |
| Alexander Wolf                                        | Velocidade masculino       | 27:34.5   | 2     | 14                |
| Alexander Wolf                                        | Perseguição masculino      | 37:35.40  | 6     | 19                |
| Alexander Wolf                                        | Largada coletiva masculina | 48:15.3   | 2     | 8                 |
| Ricco Gross Michael Roesch Sven Fischer Michael Greis | Revezamento masculino      | 1:21:51.5 | 9     | Medalha de ouro   |
| Martina Glagow Andrea Henkel Katrin Apel Kati Wilhelm | Revezamento feminino       | 1:17:03.2 | 9     | Medalha de prata  |

### Bobsleigh
| Atleta                                                    | Evento             | Final      | Final      | Final      | Final      | Final   | Final           |
| Atleta                                                    | Evento             | 1ª corrida | 2ª corrida | 3ª corrida | 4ª corrida | Total   | Pos.            |
| --------------------------------------------------------- | ------------------ | ---------- | ---------- | ---------- | ---------- | ------- | --------------- |
| Andre Lange Kevin Kuske                                   | Duplas masculinas  | 55.28      | 55.73      | 56.01      | 56.36      | 3:43.38 | Medalha de ouro |
| Matthias Höpfner Marc Kühne                               | Duplas masculinas  | 55.56      | 55.82      | 56.24      | 56.63      | 3:44.25 | 5               |
| Sandra Kiriasis Anja Schneiderheinze                      | Duplas femininas   | 57.16      | 57.77      | 57.34      | 57.71      | 3:49.98 | Medalha de ouro |
| Susi Erdmann Nicole Herschmann                            | Duplas femininas   | 57.26      | 57.75      | 58.04      | 58.27      | 3:51.32 | 5               |
| Andre Lange René Hoppe Kevin Kuske Martin Putze           | Equipes masculinas | 55.20      | 55.30      | 54.80      | 55.12      | 3:40.42 | Medalha de ouro |
| René Spies Christoph Heyder Enrico Kühn Alexander Metzger | Equipes masculinas | 55.47      | 55.48      | 54.91      | 55.18      | 3:41.04 | 5               |

### Combinado nórdico
| Ronny Ackermann                                            | Velocidade           | 114.0 | 10 | 0:47 | 19:07.7 +38.7   | 8                 |
| Ronny Ackermann                                            | Individual Gundersen | 213.5 | 26 | 3:16 | 42:58.9 +3:14.3 | 18                |
| Sebastian Haseney                                          | Velocidade           | 90.7  | 42 | 2:20 | 20:09.1 +1:40.1 | 29                |
| Sebastian Haseney                                          | Individual Gundersen | 212.5 | 28 | 3:20 | 40:35.7 +51.1   | 6                 |
| Georg Hettich                                              | Velocidade           | 125.7 | 1  | 0:00 | 18:38.6 +9.6    | Medalha de bronze |
| Georg Hettich                                              | Individual Gundersen | 262.5 | 1  | 0:00 | 39:44.6 +2:28.9 | Medalha de ouro   |
| Björn Kircheisen                                           | Velocidade           | 106.5 | 21 | 1:17 | 19:05.7 +36.7   | 7                 |
| Björn Kircheisen                                           | Individual Gundersen | 224.0 | 16 | 2:34 | 40:55.1 +1:10.5 | 7                 |
| Jens Gaiser Björn Kircheisen Ronny Ackermann Georg Hettich | Equipes              | 913.5 | 1  | 0:00 | 50:07.9 +15.3   | Medalha de prata  |

### Curling
| Equipe                                                      | Evento    | Preliminar               | Preliminar | Semifinal         | Final             | Pos. |
| Equipe                                                      | Evento    | Adversário Placar        | Pos.       | Adversário Placar | Adversário Placar | Pos. |
| ----------------------------------------------------------- | --------- | ------------------------ | ---------- | ----------------- | ----------------- | ---- |
| Andy Kapp Uli Kapp Oliver Axnick Holger Höhne Andreas Kempf | Masculino | CAN Canadá D 5-10        | 9º         | Não avançou       | Não avançou       | 9º   |
| Andy Kapp Uli Kapp Oliver Axnick Holger Höhne Andreas Kempf | Masculino | ITA Itália D 8-9         | 9º         | Não avançou       | Não avançou       | 9º   |
| Andy Kapp Uli Kapp Oliver Axnick Holger Höhne Andreas Kempf | Masculino | FIN Finlândia V 5-2      | 9º         | Não avançou       | Não avançou       | 9º   |
| Andy Kapp Uli Kapp Oliver Axnick Holger Höhne Andreas Kempf | Masculino | GBR Grã-Bretanha D 6-7   | 9º         | Não avançou       | Não avançou       | 9º   |
| Andy Kapp Uli Kapp Oliver Axnick Holger Höhne Andreas Kempf | Masculino | SUI Suíça D 5-8          | 9º         | Não avançou       | Não avançou       | 9º   |
| Andy Kapp Uli Kapp Oliver Axnick Holger Höhne Andreas Kempf | Masculino | USA Estados Unidos D 5-8 | 9º         | Não avançou       | Não avançou       | 9º   |
| Andy Kapp Uli Kapp Oliver Axnick Holger Höhne Andreas Kempf | Masculino | SWE Suécia V 7-5         | 9º         | Não avançou       | Não avançou       | 9º   |
| Andy Kapp Uli Kapp Oliver Axnick Holger Höhne Andreas Kempf | Masculino | NOR Noruega D 2-5        | 9º         | Não avançou       | Não avançou       | 9º   |
| Andy Kapp Uli Kapp Oliver Axnick Holger Höhne Andreas Kempf | Masculino | NZL Nova Zelândia V 10-1 | 9º         | Não avançou       | Não avançou       | 9º   |

### Esqui alpino
| Atletas                    | Evento                   | Final      | Final      | Final      | Final   | Final |
| Atletas                    | Evento                   | 1ª Corrida | 2ª Corrida | 3ª Corrida | Total   | Pos.  |
| -------------------------- | ------------------------ | ---------- | ---------- | ---------- | ------- | ----- |
| Monika Bergmann-Schmuderer | Slalom feminino          | 43.48      | 48.36      |            | 1:31.84 | 16    |
| Monika Bergmann-Schmuderer | Combinado feminino       | 40.37      | 43.89      | 1:32.54    | 2:56.80 | 16    |
| Martina Ertl-Renz          | Super-G feminino         |            |            |            | 1:34.03 | 16    |
| Martina Ertl-Renz          | Slalom gigante feminino  | 1:01.44    | 1:11.10    |            | 2:12.54 | 15    |
| Martina Ertl-Renz          | Slalom feminino          | DNF        | DNF        | DNF        | DNF     | DNF   |
| Martina Ertl-Renz          | Combinado feminino       | 39.28      | 43.92      | 1:31.08    | 2:54.28 | 7     |
| Annemarie Gerg             | Slalom gigante feminino  | 1:03.04    | DNF        | DNF        | DNF     | DNF   |
| Annemarie Gerg             | Slalom feminino          | 43.37      | 47.52      |            | 1:30.89 | 7     |
| Petra Haltmayr             | Downhill feminino        |            |            |            | 1:57.69 | 6     |
| Petra Haltmayr             | Super-G feminino         |            |            |            | 1:33.50 | 9     |
| Felix Neureuther           | Slalom gigante masculino | DNF        | DNF        | DNF        | DNF     | DNF   |
| Felix Neureuther           | Slalom masculino         | 55.16      | DNF        | DNF        | DNF     | DNF   |
| Alois Vogl                 | Slalom masculino         | DNF        | DNF        | DNF        | DNF     | DNF   |

### Esqui cross-country
| Atleta                                                             | Evento                           | Preliminares | Preliminares | Quartas     | Quartas     | Semifinal   | Semifinal   | Final       | Final             |
| Atleta                                                             | Evento                           | Total        | Pos.         | Total       | Pos.        | Total       | Pos.        | Total       | Pos.              |
| ------------------------------------------------------------------ | -------------------------------- | ------------ | ------------ | ----------- | ----------- | ----------- | ----------- | ----------- | ----------------- |
| Tobias Angerer                                                     | Clássico masculino               |              |              |             |             |             |             | 38:20.5     | Medalha de bronze |
| Tobias Angerer                                                     | Perseguição combinada masculina  |              |              |             |             |             |             | 1:17:12.5   | 12                |
| Tobias Angerer                                                     | Largada coletiva masculina       |              |              |             |             |             |             | 2:07:00.3   | 24                |
| Viola Bauer                                                        | Clássico feminino                |              |              |             |             |             |             | 29:03.6     | 10                |
| Stefanie Böhler                                                    | Clássico feminino                |              |              |             |             |             |             | 30:43.2     | 38                |
| Stefanie Böhler                                                    | Perseguição combinada feminina   |              |              |             |             |             |             | 45:56.9     | 28                |
| Stefanie Böhler                                                    | Largada coletiva feminina        |              |              |             |             |             |             | 1:26:19.2   | 20                |
| Stefanie Böhler                                                    | Velocidade individual feminino   | 2:18.14      | 30 Q         | 2:18.5      | 4           | Não avançou | Não avançou | Não avançou | 20                |
| Nicole Fessel                                                      | Largada coletiva feminina        |              |              |             |             |             |             | 1:34:06.2   | 48                |
| Nicole Fessel                                                      | Velocidade individual feminino   | 2:18.35      | 31           | Não avançou | Não avançou | Não avançou | Não avançou | Não avançou | 20                |
| Jens Filbrich                                                      | Perseguição combinada masculina  |              |              |             |             |             |             | 1:18:38.2   | 23                |
| Jens Filbrich                                                      | Largada coletiva masculina       |              |              |             |             |             |             | 2:06:31.1   | 17                |
| Franz Göring                                                       | Clássico masculino               |              |              |             |             |             |             | 41:29.9     | 43                |
| Manuela Henkel                                                     | Perseguição combinada feminina   |              |              |             |             |             |             | 48:21.8     | 52                |
| Manuela Henkel                                                     | Velocidade individual feminino   | 2:16.04      | 14 Q         | 2:16.4      | 3           | Não avançou | Não avançou | Não avançou | 12                |
| Claudia Künzel                                                     | Clássico feminino                |              |              |             |             |             |             | 29:31.6     | 17                |
| Claudia Künzel                                                     | Perseguição combinada feminina   |              |              |             |             |             |             | 44:48.1     | 18                |
| Claudia Künzel                                                     | Largada coletiva feminina        |              |              |             |             |             |             | 1:23:02.1   | 6                 |
| Claudia Künzel                                                     | Velocidade individual feminino   | 2:13.64      | 4 Q          | 2:15.5      | 1 Q         | 2:15.5      | 1 Q         | 2:13.0      | Medalha de prata  |
| Evi Sachenbacher-Stehle                                            | Clássico feminino                |              |              |             |             |             |             | 29:38.4     | 20                |
| Evi Sachenbacher-Stehle                                            | Largada coletiva feminina        |              |              |             |             |             |             | 1:25:15.8   | 13                |
| Andreas Schlütter                                                  | Clássico masculino               |              |              |             |             |             |             | 38:44.7     | 7                 |
| René Sommerfeldt                                                   | Clássico masculino               |              |              |             |             |             |             | 39:17.2     | 11                |
| René Sommerfeldt                                                   | Perseguição combinada masculina  |              |              |             |             |             |             | DNF         | DNF               |
| René Sommerfeldt                                                   | Largada coletiva masculina       |              |              |             |             |             |             | 2:08:03.0   | 36                |
| Jens Filbrich Andreas Schlütter                                    | Velocidade por equipes masculino |              |              |             |             | 17:22.6     | 3 Q         | 17:14.0     | 4                 |
| Evi Sachenbacher-Stehle Viola Bauer                                | Velocidade por equipes feminino  |              |              |             |             | 17:34.7     | 4 Q         | 17:03.5     | 5                 |
| Andreas Schlütter Jens Filbrich René Sommerfeldt Tobias Angerer    | Revezamento masculino            |              |              |             |             |             |             | 1:44:01.4   | Medalha de prata  |
| Stefanie Böhler Viola Bauer Evi Sachenbacher-Stehle Claudia Künzel | Revezamento feminino             |              |              |             |             |             |             | 54:57.7     | Medalha de prata  |

### Esqui estilo livre
| Atleta          | Evento           | Preliminar | Preliminar | Final       | Final |
| Atleta          | Evento           | Pontos     | Pos.       | Pontos      | Pos.  |
| --------------- | ---------------- | ---------- | ---------- | ----------- | ----- |
| Gerhard Blöchl  | Moguls masculino | 21.16      | 28         | Não avançou | 28    |
| Christoph Stark | Moguls masculino | 23.65      | 12 Q       | 22.84       | 15    |

### Hóquei no gelo
| Equipe | Evento    | Fase de grupos            | Fase de grupos | Quartas           | Semifinal         | Final             | Pos.        |             |
| Equipe | Evento    | Adversário Placar         | Pos.           | Adversário Placar | Adversário Placar | Adversário Placar | Pos.        |             |
| --- | --------- | ------------------------- | -------------- | ----------------- | ----------------- | ----------------- | ----------- | ----------- |
| Maritta Becker Franziska Busch Bettina Evers Susanne Fellner Stephanie Frühwirt Susann Götz Claudia Grundmann Jennifer Harss Nikola Holmes Sabrina Kruck Andrea Lanzl Michaela Lanzl Christina Oswald Nina Ritter Anja Scheytt Sara Seiler Denise Soesilo Jenny Tamas Stephanie Wartosch-Kürten Raffaela Wolf      | Feminino  | FIN Finlândia V 0-3       | 3º (Gr. B)     |                   | Não avançou       | Não avançou       | Não avançou | Não avançou |
| Maritta Becker Franziska Busch Bettina Evers Susanne Fellner Stephanie Frühwirt Susann Götz Claudia Grundmann Jennifer Harss Nikola Holmes Sabrina Kruck Andrea Lanzl Michaela Lanzl Christina Oswald Nina Ritter Anja Scheytt Sara Seiler Denise Soesilo Jenny Tamas Stephanie Wartosch-Kürten Raffaela Wolf      | Feminino  | USA Estados Unidos D 0-5  | 3º (Gr. B)     |                   | Não avançou       | Não avançou       | Não avançou | Não avançou |
| Maritta Becker Franziska Busch Bettina Evers Susanne Fellner Stephanie Frühwirt Susann Götz Claudia Grundmann Jennifer Harss Nikola Holmes Sabrina Kruck Andrea Lanzl Michaela Lanzl Christina Oswald Nina Ritter Anja Scheytt Sara Seiler Denise Soesilo Jenny Tamas Stephanie Wartosch-Kürten Raffaela Wolf      | Feminino  | SUI Suíça V 2-1           | 3º (Gr. B)     |                   | Não avançou       | Não avançou       | Não avançou | Não avançou |
| Tino Boos Daniel Kreutzer Christian Ehrhoff Sven Felski Eduard Lewandowski Marcel Goc Tomas Martinec Christoph Schubert Alexander Sulzer Stefan Ustorf Alexander Barta Florian Busch Klaus Kathan Petr Fical Sascha Goc Andreas Renz Robert Leask Stefan Schauer Dennis Seidenberg Lasse Kopitz Sebastian Furchner | Masculino | CZE República Checa D 1-4 | 5º (Gr. A)     | Não avançou       | Não avançou       | Não avançou       | Não avançou |             |
| Tino Boos Daniel Kreutzer Christian Ehrhoff Sven Felski Eduard Lewandowski Marcel Goc Tomas Martinec Christoph Schubert Alexander Sulzer Stefan Ustorf Alexander Barta Florian Busch Klaus Kathan Petr Fical Sascha Goc Andreas Renz Robert Leask Stefan Schauer Dennis Seidenberg Lasse Kopitz Sebastian Furchner | Masculino | CAN Canadá D 1-5          | 5º (Gr. A)     | Não avançou       | Não avançou       | Não avançou       | Não avançou |             |
| Tino Boos Daniel Kreutzer Christian Ehrhoff Sven Felski Eduard Lewandowski Marcel Goc Tomas Martinec Christoph Schubert Alexander Sulzer Stefan Ustorf Alexander Barta Florian Busch Klaus Kathan Petr Fical Sascha Goc Andreas Renz Robert Leask Stefan Schauer Dennis Seidenberg Lasse Kopitz Sebastian Furchner | Masculino | ITA Itália E 3-3          | 5º (Gr. A)     | Não avançou       | Não avançou       | Não avançou       | Não avançou |             |
| Tino Boos Daniel Kreutzer Christian Ehrhoff Sven Felski Eduard Lewandowski Marcel Goc Tomas Martinec Christoph Schubert Alexander Sulzer Stefan Ustorf Alexander Barta Florian Busch Klaus Kathan Petr Fical Sascha Goc Andreas Renz Robert Leask Stefan Schauer Dennis Seidenberg Lasse Kopitz Sebastian Furchner | Masculino | SUI Suíça E 2-2           | 5º (Gr. A)     | Não avançou       | Não avançou       | Não avançou       | Não avançou |             |
| Tino Boos Daniel Kreutzer Christian Ehrhoff Sven Felski Eduard Lewandowski Marcel Goc Tomas Martinec Christoph Schubert Alexander Sulzer Stefan Ustorf Alexander Barta Florian Busch Klaus Kathan Petr Fical Sascha Goc Andreas Renz Robert Leask Stefan Schauer Dennis Seidenberg Lasse Kopitz Sebastian Furchner | Masculino | FIN Finlândia D 0-2       | 5º (Gr. A)     | Não avançou       | Não avançou       | Não avançou       | Não avançou |             |

### Luge
| Atleta                             | Evento               | Final      | Final      | Final      | Final      | Final    | Final             |
| Atleta                             | Evento               | 1ª corrida | 2ª corrida | 3ª corrida | 4ª corrida | Total    | Pos.              |
| ---------------------------------- | -------------------- | ---------- | ---------- | ---------- | ---------- | -------- | ----------------- |
| Jan Eichhorn                       | Individual masculino | 52.103     | 51.469     | 51.656     | 51.515     | 3:26.743 | 6                 |
| Georg Hackl                        | Individual masculino | 51.856     | 51.583     | 51.806     | 51.674     | 3:26.919 | 7                 |
| David Möller                       | Individual masculino | 52.085     | 51.533     | 51.655     | 51.438     | 3:26.711 | 5                 |
| Tatjana Hüfner                     | Individual feminino  | 47.109     | 47.269     | 47.101     | 46.981     | 3:08.460 | Medalha de bronze |
| Silke Kraushaar                    | Individual feminino  | 47.269     | 46.860     | 46.991     | 46.995     | 3:08.115 | Medalha de prata  |
| Sylke Otto                         | Individual feminino  | 47.041     | 46.820     | 46.902     | 47.216     | 3:07.979 | Medalha de ouro   |
| Andre Florschuetz Torsten Wustlich | Duplas               | 47.141     | 47.666     |            |            | 1:34.807 | Medalha de prata  |
| Patric Leitner Alexander Resch     | Duplas               | 47.198     | 47.762     |            |            | 1:34.960 | 6                 |

### Patinação artística
| Atleta                          | Evento               | Programa curto | Programa curto | Programa longo | Programa longo | Total  | Total |
| Atleta                          | Evento               | Pontos         | Pos.           | Pontos         | Pos.           | Pontos | Pos.  |
| ------------------------------- | -------------------- | -------------- | -------------- | -------------- | -------------- | ------ | ----- |
| Stefan Lindemann                | Individual masculino | 60.52          | 20 Q           | 112.05         | 20             | 172.57 | 21    |
| Rico Rex Eva-Maria Fitze        | Duplas               | 43.86          | 16             | 76.37          | 16             | 120.23 | 15    |
| Robin Szolkowy Aljona Savchenko | Duplas               | 60.96          | 7              | 119.19         | 5              | 180.15 | 6     |

### Patinação de velocidade
Individual
| Atleta                 | Evento           | 1ª corrida | 1ª corrida | 2ª corrida | 2ª corrida | Final   | Final             |
| Atleta                 | Evento           | Tempo      | Pos.       | Tempo      | Pos.       | Tempo   | Pos.              |
| ---------------------- | ---------------- | ---------- | ---------- | ---------- | ---------- | ------- | ----------------- |
| Daniela Anschütz-Thoms | 1500 m feminino  |            |            |            |            | 1:59.74 | 10                |
| Daniela Anschütz-Thoms | 3000 m feminino  |            |            |            |            | 4:06.89 | 6                 |
| Daniela Anschütz-Thoms | 5000 m feminino  |            |            |            |            | 7:02.82 | 5                 |
| Jens Boden             | 5000 m masculino |            |            |            |            | 6:38.34 | 20                |
| Jörg Dallmann          | 1500 m masculino |            |            |            |            | 1:51.32 | 37                |
| Anni Friesinger        | 1000 m feminino  |            |            |            |            | 1:16.11 | Medalha de bronze |
| Anni Friesinger        | 1500 m feminino  |            |            |            |            | 1:57.31 | 4                 |
| Anni Friesinger        | 3000 m feminino  |            |            |            |            | 4:04.59 | 4                 |
| Judith Hesse           | 500 m feminino   | 39.64      | 20         | 39.39      | 17         | 1:19.03 | 19                |
| Judith Hesse           | 1000 m feminino  |            |            |            |            | 1:17.98 | 22                |
| Stefan Heythausen      | 1500 m masculino |            |            |            |            | 1:49.58 | 26                |
| Robert Lehmann         | 1500 m masculino |            |            |            |            | 1:51.04 | 36                |
| Lucille Opitz          | 1500 m feminino  |            |            |            |            | 2:02.75 | 30                |
| Lucille Opitz          | 5000 m feminino  |            |            |            |            | 7:18.06 | 14                |
| Claudia Pechstein      | 3000 m feminino  |            |            |            |            | 4:05.54 | 5                 |
| Claudia Pechstein      | 5000 m feminino  |            |            |            |            | 7:00.08 | Medalha de prata  |
| Tobias Schneider       | 1500 m masculino |            |            |            |            | 1:50.18 | 31                |
| Jenny Wolf             | 500 m feminino   | 38.70      | 7          | 38.55      | 6          | 1:19.56 | 6                 |
| Sabine Völker          | 1000 m feminino  |            |            |            |            | 1:17.97 | 21                |
| Pamela Zöllner         | 500 m feminino   | 40.16      | 27         | 39.40      | 18         | 1:19.56 | 24                |
| Pamela Zöllner         | 1000 m feminino  |            |            |            |            | 1:19.30 | 30                |

Perseguição por equipes
| Atleta                                                                               | Evento                            | Preliminar | Preliminar | Quartas                         | Semifinal                                 | Final                                    | Final           |
| Atleta                                                                               | Evento                            | Tempo      | Pos.       | Adversário Tempo                | Adversário Tempo                          | Adversário Tempo                         | Pos.            |
| ------------------------------------------------------------------------------------ | --------------------------------- | ---------- | ---------- | ------------------------------- | ----------------------------------------- | ---------------------------------------- | --------------- |
| Jens Boden Jörg Dallmann Stefan Heythausen Robert Lehmann Tobias Schneider           | Perseguição por equipes masculino | 3:49.59    | 5          | NOR Noruega (4) D 3:49.68       | Disputa de 5º-8º CAN Canadá (1) D 3:47.81 | Disputa de 7º-8º JPN Japão (8) V 3:48.28 | 7               |
| Daniela Anschütz-Thoms Anni Friesinger Lucille Opitz Claudia Pechstein Sabine Völker | Perseguição por equipes feminino  | 3:07.07    | 5          | NED Países Baixos (4) V 3:07.07 | RUS Rússia (1) V 3:02.72                  | CAN Canadá (3) V 3:01.25                 | Medalha de ouro |

### Patinação de velocidade em pista curta
| Atleta                                                                | Evento                       | Preliminar | Preliminar | Quartas     | Quartas     | Semifinal   | Semifinal   | Final            | Final |
| Atleta                                                                | Evento                       | Tempo      | Pos.       | Tempo       | Pos.        | Tempo       | Pos.        | Tempo            | Pos.  |
| --------------------------------------------------------------------- | ---------------------------- | ---------- | ---------- | ----------- | ----------- | ----------- | ----------- | ---------------- | ----- |
| Tyson Heung                                                           | 500 m masculino              | 43.572     | 3          | Não avançou | Não avançou | Não avançou | Não avançou | Não avançou      | 16    |
| Tyson Heung                                                           | 1500 m masculino             | 2:20.075   | 4          | Não avançou | Não avançou | Não avançou | Não avançou | Não avançou      | 17    |
| Aika Klein                                                            | 500 m feminino               | 57.732     | 3          | Não avançou | Não avançou | Não avançou | Não avançou | Não avançou      | 21    |
| Aika Klein                                                            | 1000 m feminino              | DSQ        | DSQ        | DSQ         | DSQ         | DSQ         | DSQ         | DSQ              | DSQ   |
| Aika Klein                                                            | 1500 m feminino              | 2:42.380   | 5          | Não avançou | Não avançou | Não avançou | Não avançou | Não avançou      | 26    |
| Yvonne Kunze                                                          | 1000 m feminino              | 1:40.166   | 3 Q        | 1:33.627    | 2 Q         | 1:36.765    | 4           | Final B 1:33.627 | 7     |
| Yvonne Kunze                                                          | 1500 m feminino              | 2:48.009   | 4          | Não avançou | Não avançou | Não avançou | Não avançou | Não avançou      | 21    |
| Arian Nachbar                                                         | 500 m masculino              | 43.006     | 2 Q        | 42.605      | 4           | Não avançou | Não avançou | Não avançou      | 13    |
| Arian Nachbar                                                         | 1000 m masculino             | 1:27.994   | 3 Q        | 1:27.679    | 4           | Não avançou | Não avançou | Não avançou      | 14    |
| Sebastian Praus                                                       | 1000 m masculino             | 1:35.375   | 3 Q        | 1:29.820    | 3           | Não avançou | Não avançou | Não avançou      | 10    |
| Sebastian Praus                                                       | 1500 m masculino             | 2:30.292   | 4          | Não avançou | Não avançou | Não avançou | Não avançou | Não avançou      | 21    |
| Susanne Rudolph                                                       | 500 m feminino               | 46.503     | 3          | Não avançou | Não avançou | Não avançou | Não avançou | Não avançou      | 18    |
| Thomas Bauer Andre Hartwig Tyson Heung Arian Nachbar Sebastian Praus  | Revezamento 5000 m masculino |            |            |             |             | 7:02.367    | 3           | Final B 7:13.338 | 6     |
| Tina Grassow Aika Klein Yvonne Kunze Christin Priebst Susanne Rudolph | Revezamento 3000 m feminino  |            |            |             |             | 4:22.553    | 4           | Final B 4:24.896 | 7     |

### Salto de esqui
| Atleta                                                      | Evento                  | Preliminar | Preliminar | 1ª rodada | 1ª rodada | Final  | Final | Final |
| Atleta                                                      | Evento                  | Pontos     | Pos.       | Pontos    | Pos.      | Pontos | Total | Pos.  |
| ----------------------------------------------------------- | ----------------------- | ---------- | ---------- | --------- | --------- | ------ | ----- | ----- |
| Alexander Herr                                              | Pista normal individual | 125.5      | 7 Q        | 119.0     | 22 Q      | 112.0  | 231.0 | 21    |
| Michael Neumayer                                            | Pista normal individual | 127.0      | 4 Q        | 129.5     | 9 Q       | 131.0  | 260.5 | 8     |
| Michael Neumayer                                            | Pista longa individual  | 114.4      | 3 Q        | 110.3     | 11 Q      | 118.8  | 229.1 | 11    |
| Martin Schmitt                                              | Pista longa individual  | 92.1       | 15 Q       | 97.2      | 27 Q      | 115.4  | 212.6 | 19    |
| Georg Späth                                                 | Pista normal individual | 123.5      | 8 PQ       | 124.5     | 17 Q      | 126.5  | 251.0 | 12    |
| Georg Späth                                                 | Pista longa individual  | 116.8      | 9 Q        | 108.6     | 13 Q      | 103.6  | 212.2 | 20    |
| Michael Uhrmann                                             | Pista normal individual | 120.5      | 10 PQ      | 128.0     | 10 Q      | 136.0  | 264.0 | 4     |
| Michael Uhrmann                                             | Pista longa individual  | 106.2      | 14 PQ      | 106.3     | 17 Q      | 108.6  | 214.9 | 16    |
| Michael Neumayer Martin Schmitt Michael Uhrmann Georg Späth | Pista longa por equipes |            |            | 446.0     | 4 Q       | 476.6  | 922.6 | 4     |

### Skeleton
| Atleta          | Evento    | Final      | Final      | Final   | Final |
| Atleta          | Evento    | 1ª corrida | 2ª corrida | Total   | Pos.  |
| --------------- | --------- | ---------- | ---------- | ------- | ----- |
| Sebastian Haupt | Masculino | 58.48      | 59.10      | 1:57.58 | 9     |
| Anja Huber      | Feminino  | 1:01.12    | 1:01.44    | 2:02.56 | 8     |
| Frank Rommel    | Masculino | 59.94      | 1:00.41    | 2:00.35 | 24    |
| Diana Sartor    | Feminino  | 1:00.29    | 1:01.40    | 2:01.69 | 4     |

### Snowboard
Halfpipe
| Atleta             | Evento             | Preliminar | Preliminar | Preliminar | Preliminar | Final       | Final       | Final |
| Atleta             | Evento             | Pontos     | Pos.       | Pontos     | Pos.       | 1ª corrida  | 2ª corrida  | Pos.  |
| ------------------ | ------------------ | ---------- | ---------- | ---------- | ---------- | ----------- | ----------- | ----- |
| Xaver Hoffmann     | Halfpipe masculino | 22.6       | 27         | 18.7       | 28         | Não avançou | Não avançou | 34    |
| Vinzenz Lueps      | Halfpipe masculino | 33.9       | 11         | 39.5       | 4 Q        | (28.7)      | 36.8        | 9     |
| Jan Michaelis      | Halfpipe masculino | 34.5       | 10         | 36.3       | 9          | Não avançou | Não avançou | 15    |
| Christophe Schmidt | Halfpipe masculino | 39.4       | 6 Q        |            |            | (33.2)      | 37.5        | 8     |

Slalom gigante paralelo
| Atleta          | Evento                            | Preliminar | Preliminar | Oitavas                     | Quartas                   | Semifinal                | Final                      | Final            |
| Atleta          | Evento                            | Pontos     | Pos.       | Adversário Tempo            | Adversário Tempo          | Adversário Tempo         | Adversário Tempo           | Pos.             |
| --------------- | --------------------------------- | ---------- | ---------- | --------------------------- | ------------------------- | ------------------------ | -------------------------- | ---------------- |
| Patrick Bussler | Slalom gigante paralelo masculino | 1:12.54    | 19         | Não avançou                 | Não avançou               | Não avançou              | Não avançou                | 19               |
| Markus Ebner    | Slalom gigante paralelo masculino | 1:12.22    | 17         | Não avançou                 | Não avançou               | Não avançou              | Não avançou                | 17               |
| Amelie Kober    | Slalom gigante paralelo feminino  | 1:21.33    | 5 Q        | NED Sauerbreij (12) V -0.03 | SUI Boldikova (4) V -0.07 | AUT Guenther (8) V -3.76 | SUI Boldikova (1) D +15.97 | Medalha de prata |

Snowboard Cross
| Atleta            | Evento                    | Preliminar | Preliminar | Oitavas     | Quartas     | Semifinal   | Final            | Final |
| Atleta            | Evento                    | Pontos     | Pos.       | Posição     | Posição     | Posição     | Posição          | Pos.  |
| ----------------- | ------------------------- | ---------- | ---------- | ----------- | ----------- | ----------- | ---------------- | ----- |
| Katharina Himmler | Snowboard cross feminino  | 1:32.15    | 13 Q       |             | 3           | Não avançou | Disputa 9º-12º 4 | 12    |
| Alex Kupprion     | Snowboard cross masculino | 1:24.66    | 36         | Não avançou | Não avançou | Não avançou | Não avançou      | 36    |
| Michael Layer     | Snowboard cross masculino | 1:22.43    | 23 Q       | 4           | Não avançou | Não avançou | Não avançou      | 27    |
| David Speiser     | Snowboard cross masculino | 1:23.38    | 31 Q       | 4           | Não avançou | Não avançou | Não avançou      | 32    |

Legenda
| Recorde mundial      | Recorde mundial (World record)               |                       | Recorde africano                      | Recorde africano (African) |                                           | Q | Classificado por posição (Qualified) |
| Recorde olímpico     | Recorde olímpico (Olympic record)            | Recorde da América    | Recorde da América (Americas)         | q                          | Classificado por melhor tempo (Qualified) |   |                                      |
| Melhor marca do ano  | Melhor marca do ano (World leading)          | Recorde asiático      | Recorde asiático (Asian)              | DNS                        | Não largou (Did not start)                |   |                                      |
| Recorde nacional     | Recorde nacional (National record)           | Recorde europeu       | Recorde europeu (European)            | DNF                        | Não terminou (Did not finish)             |   |                                      |
| Recorde pessoal      | Recorde pessoal do atleta (Personal best)    | Recorde da Oceania    | Recorde da Oceania (Oceania)          | DSQ / DQ                   | Desclassificado (Disqualified)            |   |                                      |
| Recorde da temporada | Recorde da temporada do atleta (Season best) | Recorde sul-americano | Recorde sul-americano (South America) | NM                         | Sem marca (No mark)                       |   |                                      |